# Oral Roberts University
Oral Roberts University (ORU) är ett kristet evangeliskt universitet i Tulsa, Oklahoma med ungefär 4000 studenter från över 100 nationer och från alla USA:s 50 delstater. Universitetet är uppkallat efter sin grundare Oral Roberts, och ackrediterat av Higher Learning Commission.  

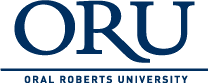

## Utbildning

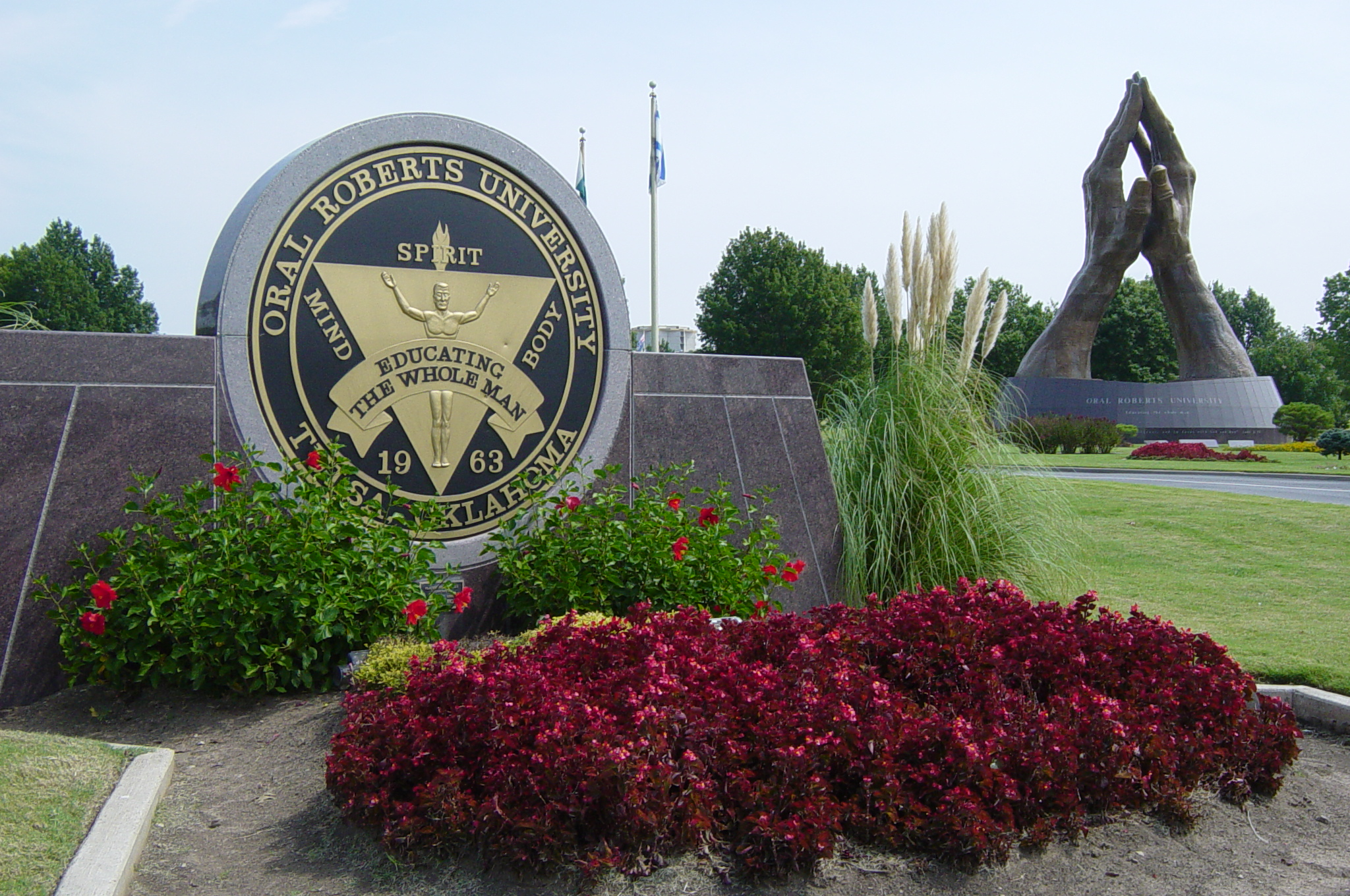
Huvudentrén till campus.

Oral Roberts University har över 60 utbildningar på grundnivå (motsvarande 180 högskolepoäng), bland annat inom områdena teologi, företagsekonomi, musik, psykologi, statsvetenskap, humaniora och ledarskap. Universitetet erbjuder också högre utbildning i form av masterprogram och doktorsstudier.
Oral Roberts University har som ambition att utbilda "hela ledare genom att utbilda hela människan". Enligt universitet innebär det att man fokuserar på sinne, kropp och ande. Utöver klassiska akademiska kurser så har Universitetet därför kurser i fysisk träning, som delvis är obligatoriska, samt gudstjänster som ett viktigt inslag på campus varje vecka. 

## Historia
Oral Roberts grundade institutionen 1963, då Gud enligt Roberts uppmanat honom att, "Bygg mig ett universitet. Bygg det på min auktoritet och på Den Heliga Ande. Uppfostra dina studenter att höra Min röst, att gå dit där mitt ljus är svagt, där min röst sällan hörs och där min helande kraft inte är kända, även till de mest okända delarna av världen. Deras arbete kommer att överskrida ditt, och med detta kommer jag bli väl tillfreds."
Skolan ackrediterades 1971 av amerikanska Higher Learning Commission of the North Central Association of Colleges and Schools. Det är också ackrediterat av the Association of Theological Schools in the United States and Canada. 

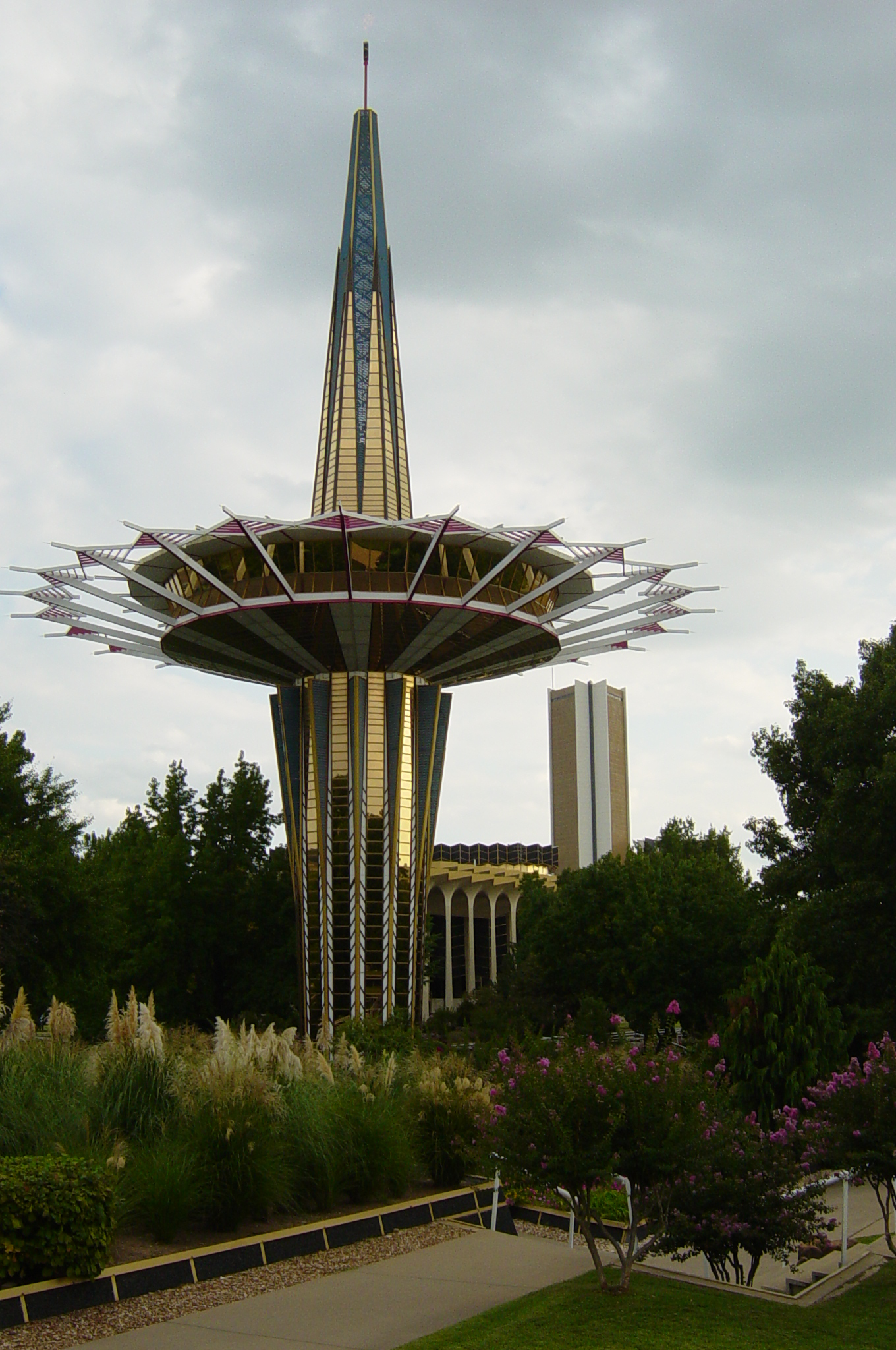
Prayer Tower

Roberts son, Richard Roberts blev verkställande direktör 1971. Oral Roberts undvek under en tid någon formell position på grund av en stämning från tidigare ORU-professorer. Evangelisten Billy Joe Daugherty och Oral Roberts blev 1993 tillsammans verkställande direktörer för skolan och interimsdirektörer för universitet, Richard Roberts avgick månaden därpå.
På grund av stora ekonomiska svårigheter lades både universitets medicinska utbildning och forskningscenter ned 1989. Universitetets juridiska utbildning lades ned redan 1986, då man sände fakultetens juridiska bibliotek till dåvarande Robertsons College i Virginia, predikanten Pat Robertsons skola, nuvarande Regent University School of law.